# Brodiaea appendiculata
Brodiaea appendiculata ist eine Pflanzenart aus der Gattung Brodiaea in der Familie der Spargelgewächse (Asparagaceae). Diese seltene Art kommt nur im westlichen US-Bundesstaat Kalifornien vor.

## Beschreibung

### Vegetative Merkmale
Brodiaea appendiculata wächst als ausdauernde krautige Pflanze. Als Überdauerungsorgane werden Pflanzenknollen gebildet. Je Knolle werden während der Vegetationszeit ein bis sechs schmale Laubblätter produziert.

### Generative Merkmale
Die Blütezeit liegt in Kalifornien im Frühling von April bis Mai. Der kräftige Blütenstandsschaft ist 10 bis 45 Zentimeter lang. Endständig auf dem Blütenstandsschaft befindet sich ein offener, doldiger Blütenstand. Die Tragblätter hüllen auch, während der Blütenstand noch knospig ist, diesen nicht vollständig ein. Es sind auch Deckblätter vorhanden. Der Blütenstiel ist 4 bis 10 Zentimeter lang.
Die zwittrigen Blüten sind radiärsymmetrisch und dreizählig. Es sind zwei Kreise mit je drei Blütenhüllblättern vorhanden, die an ihrer Basis verwachsen sind. Die drei äußeren Blütenhüllblätter sind bei einer Breite von 4,5 bis 10,5 Millimetern etwas schmaler als die inneren drei, die 6,5 bis 10,5 Millimeter breit sind. Die sechs violett-purpurfarbenen Blütenhüllblätter sind zu einer bei einer Länge von 8 bis 12 Millimetern zylindrischen, durchscheinenden Blütenröhre verwachsen, die auch bis zur Fruchtreife nicht aufspringt. Die Blütenkrone ist insgesamt 24 bis 38 Millimeter lang und der freie Teil der Blütenhüllblätter ist meist mehr als doppelt so lang wie die Blütenröhre. Der freie Teil der Blütenhüllblätter ist bei einer Länge von 15 bis 22 Millimetern breit-ausgebreitet und am oberen Ende zurückgekrümmt. Der freie Teil der Blütenhüllblätter besitzt weniger als die doppelte Länge der Blütenröhre. Bei Brodiaea appendiculata befinden sich innerhalb der Blütenhüllblätter und mit diesen verwachsen drei sterile Staubblätter, also Staminodien, die kleinen Kronblättern ähneln und jeweils den äußeren Blütenhüllblättern gegenüber stehen. Bei den aufrechten, sich zu den Staubblättern neigenden oder ihnen anliegenden, weißen und bei einer Länge von 8 bis 15 Millimetern schmal-linealischen Staminodien sind die gewellten oder gezähnten Ränder zur Hälfte nach oben eingerollt und das obere Ende ist gerundet. Die drei fertilen Staubblätter befinden sich gegenüber den inneren Blütenhüllblättern und sind gleichfalls an der Basis der Blütenhülle verwachsen. Die Basis der 4 bis 2 Millimeter langen Staubfäden ist verbreitert, aber dreieckig; es 2 bandförmige, gegabelte Anhängsel vorhanden, daher das Artepitheton appendiculata. Die Größe und Form der Staubblätter und der Strukturen an der Basis der Staubfäden sind wichtige Bestimmungsmerkmale für die Brodiaea-Arten. Die Staubbeutel sind bei einer Länge von 3 bis 6 Millimetern verkehrt-herzförmig und das obere Ende besitzt einen Haken. Drei Fruchtblätter sind zu einem 5 bis 6 Millimeter langen, dreikämmerigen Fruchtknoten verwachsen. Der 9 bis 12 Millimeter lange Griffel endet in einer dreilappigen Narbe.
Die eiförmigen Kapselfrüchte öffnen sich fachspaltig = lokulizid. Die Samen sind schwarz.

### Chromosomensatz
Die Chromosomengrundzahl beträgt x = 6, es liegt Diploidie vor mit einer Chromosomenzahl von 2n = 12.

## Vorkommen und Gefährdung
Von Brodiaea appendiculata kommt vom nördlichen bis ins zentrale Kalifornien vor. Sie gedeiht hauptsächlich in niedrigen Höhenlagen der Gebirgsausläufer der Sierra Nevada im Grasland, im offenen Waldland in Höhenlagen von 0 bis 600 Metern. Die steinigen Lehmböden „verbacken“ sehr hart in der Blühsaison.
Brodiaea appendiculata ist an den Fundorten selten oder bereits ausgestorben im Küstengebirge.

## Taxonomie
Die Erstbeschreibung von Brodiaea appendiculata erfolgte 1939 durch Robert Francis Hoover in Madroño, Volume 4, Issue 4, Seiten 130–132, Figur 1. Als Typusmaterial wurde Hoover 1040 (Institution: HT: JEPS) hinterlegt.